# 정승권
정승권(1960년~)은 대한민국의 산악인이다.

## 주요 경력
- 2012년: 알래스카 헌터북벽 등정
- 2012년: 북미 매킨리 등정
- 2010년: 남극 빈슨매시프 등정
- 2010년: 요세미티 하프돔 등반
- 2010년: 엘켑피턴 등반
- 2003년: 매킨리(6,194m) 오리엔탈익스프레스 단독 등반
- 2002년: 세로토레(3,128m) 등정
- 2000~2001년: 매킨리(6,194m) 등정
- 2000년: 엘켑피턴 동계 등반
- 1998~1999년: 엘켑피턴 등반
- 1996년: 알래스카 헌터북벽 등반

## 수상
- 제16회 대한민국 산악상 등산교육상
- 1989년 체육훈장 거상장

## 참고 자료
- “산악계 헤라클레스 등반가 정승권”. 지식백과. 2009년 6월 3일.